# Ozonoterapia
L'ozonoterapia consiste nell'uso di una miscela di ossigeno e ozono per scopi terapeutici. Esistono diverse modalità di somministrazione dell'ozono a seconda della patologia da trattare.
The American Cancer Society, considera l'ozonoterapia e l'esposizione a ozono inutili o dannose, e diverse revisioni sistematiche confermano l'assenza di evidenze sanitarie positive. Secondo altri punti di vista la validità scientifica di questa forma di terapia sarebbe controversa: se taluni ritengono che l'ozono abbia proprietà terapeutiche, altri ritengono che si tratti di una pratica non scientifica priva di effetti benefici.
L'Istituto Superiore di sanità, rilevando la mancanza di dati qualitativamente e quantitativamente sufficienti a generare delle evidenze scientifiche, nel 2006 convocò una conferenza di consenso al fine di analizzarne i principali aspetti epidemiologici, economici e organizzativi del trattamento per lombosciatalgie da ernia discale.
La stessa Federazione Italiana di Ossigeno-Ozonoterapia fa rientrare tale pratica nell'alveo delle medicine non convenzionali per le quali deve essere doverosamente informato il paziente circa le riserve esistenti sulla asserita efficacia terapeutica. Secondo i sostenitori di questa tecnica si otterrebbero, nei casi di dorsopatia, risposte positive fino al 70-80% dei casi.

## Storia
Nel 1856, 16 anni dopo la sua scoperta, l'ozono è stato utilizzato prima in un ambiente sanitario per disinfettare sale operatorie e sterilizzare gli strumenti chirurgici. Entro la fine del XIX secolo, l'uso dell'ozono per disinfettare l'acqua potabile da batteri e virus si consolidò in Europa continentale. Nel 1892 The Lancet pubblicò un articolo che descrive la somministrazione di ozono per il trattamento della tubercolosi.
L'ozono venne utilizzato durante la prima guerra mondiale per disinfettare le ferite.
A partire dal 1991 la FDA USA ha perseguito e mandato in prigione diverse persone che si presentavano come medici e vendevano prodotti per l'ozonoterapia come cura medica o gestivano cliniche mediche che utilizzavano l'ozonoterapia per curare malattie umane. Procedimenti analoghi sono stati avviati in altri paesi. Considerando anche gli effetti avversi potenzialmente gravi e la frequenza di incidenti, anche con esito letale, di soggetti sottoposti ad ozonoterapia questo trattamento è stato considerato una delle truffe sanitarie più pericolose.
Questa metodica oggi trova diffusione in alcuni paesi, quali: Canada, Stati Uniti, Repubblica Popolare Cinese, Germania, Giappone, India, Italia, Spagna, Cuba e Svizzera.

## Possibili meccanismi d'azione
Secondo ricercatori dell'Università di Siena la tecnica sfrutterebbe i seguenti meccanismi d'azione sul dolore:
- L'attivazione del sistema antinocicettivo discendente.
- Rilascio di endorfine, che bloccano la trasmissione del segnale nocivo al talamo e la corteccia cerebrale
- Ipostimulatione con elevazione della soglia di attivazione, collegato alla degenerazione ossidativa dei nocicettori-C.
- Simultanea stimolazione psicogena del sistema analgesico centrale indotta dalla iniezione di gas, non escludendo anche la possibilità di un utile effetto placebo.
- Localizzata ossigenazione e analgesia, importante in termini di rilassamento muscolare e vasodilatazione e riattivazione del metabolismo muscolare, favorendo l'ossidazione del lattato e la conseguente neutralizzazione dell'acidosi, inoltre si ottiene una maggiore sintesi di adenosina trifosfato (ATP) con riassorbimento del Ca2+ e infine un riassorbimento dell'edema. Inoltre, un ulteriore effetto analgesico può essere derivato dalla induzione di enzimi antiossidanti.[46]

L'azione dell'ozono nell'ozonoterapia sarebbe duplice, in quanto l'ozono può esercitare un effetto diretto (ozono in forma topica) pro-ossidante in grado di risolvere l'evoluzione di ferite infette post-chirurgiche e problemi di tipo settico dermatologici, anche di batteri multi-resistenti e una presunta azione ormetica rispetto al danno ossidativo,  che si manifesta in tutte le vie di somministrazione ad oggi usate e previste dai protocolli ufficiali grazie alle dosi basse di ozono usate.

## Possibili ambiti d'uso medico
La Food and Drug Administration USA dichiara l'ozono "un gas tossico di cui non si conoscono utili applicazioni mediche in terapia specifica, aggiuntiva o preventiva" . Affinché l’ozono sia efficace come germicida, per la FDA USA deve essere presente in una concentrazione di gran lunga superiore a quella che può essere tranquillamente tollerata dall’uomo e dagli animali”.
L'ozono come coadiuvante terapeutico viene usato e studiato per il trattamento di gravi patologie croniche tra i quali le malattie cardiovascolari, le malattie polmonari ostruttive croniche, la sclerosi multipla, e la forma secca di degenerazione maculare legata all'età. Anche in odontoiatria l'ozono trova applicazione.
Una ricerca della Cochrane del 2015 condotta in Cina dopo aver esaminato 3 RCT per un totale di 212 pazienti con ulcere ai piedi di tipo diabetico, conclude sostenendo che è impossibile trarre «conclusioni definitive per quanto riguarda l'efficacia della ozono terapia nelle ulcere del piede in persone con diabete mellito.»
Una metanalisi della Cochrane del 2006, che considera 5 studi nelle ernie del disco e uno nella sindrome di Raynaud rileva come l'uso di ozono terapia nelle malattie muscolo-scheletriche si basi su studi di bassa qualità e che non ci sono, allo stato attuale, argomenti che suggeriscano un adeguato rapporto rischio-beneficio di tale terapia nelle malattie reumatiche.
Una metanalisi brasiliana del 2012 evidenziava come l'ozono terapia sembra essere utile sui risultati e sui tassi di morbilità quando applicata per via percutanea per il trattamento della lombalgia cronica. rilevando tuttavia come una limitazione di questa ricerca fosse data dal fatto che mancassero precise diagnosi e che spesso la terapia non facesse uso solo di ozono ma anche di altri agenti; inoltre nessuno studio prevedeva un gruppo di controllo con il placebo.
Con riguardo a tumori, problemi di tipo neurodegenerativo (come la sclerosi multipla) o AIDS non vi è alcun solido dato scientifico che ne giustifichi l'utilizzo.

## Doping
La pratica è stata utilizzata anche per usi sportivi, in quanto originariamente non espressamente proibita dai regolamenti: alla fine degli anni duemila si scoprì, infatti, che essa era stata utilizzata su diversi ciclisti.
Tale pratica non è rilevabile dai controlli antidoping, in quanto non impatta sui parametri di ematocrito ed emoglobina ma la WADA, l'Agenzia mondiale antidoping, l'ha dichiarata illegale e perseguita come tale poiché aumenterebbe il livello di ossigeno nel sangue, infliggendo quindi squalifiche fino a 24 mesi agli atleti che si è scoperto essersi sottoposti a ozonoterapia. Nonostante ciò l'argomento è ancora controverso e alcune sentenze vanno in direzione diversa non ritenendo che l'ozonoterapia abbia effetto dopante.